# Kokosový ostrov
Kokosový ostrov (španělsky Isla del Coco) je sopečný ostrov v Pacifiku spravovaný Kostarikou, který se nachází přibližně 550 km jihozápadně od pevninské části Kostariky. Administrativně je součástí provincie Puntarenas. Ostrov má rozlohu přibližně 23,85 km² a zhruba obdélníkový tvar. Pokud se započítají i nepevninské ostrovy, jedná se o nejjižnější bod geopolitické Severní Ameriky a jedinou nadmořskou pevninu na Kokosové tektonické desce. Ostrov, který je kostarickým národním parkem, je obklopený hlubokými vodami s protisměrnými proudy, a díky populacím velkých mořských živočichů je oblíbený mezi potápěči. Díky vlhkému klimatu a oceánskému charakteru má Kokosový ostrov unikátní ekologické podmínky, které nesdílí ani s Galapágami, ani s jinými ostrovy východního Tichomoří, jako jsou Malpelo, Gorgona nebo Coiba. Kokosový ostrov je jediný ostrov ve východním Pacifiku, který je porostlý tropickým deštným lesem, navíc v nejvyšších partiích ostrova roste i mlžný les. Národní park zde byl zřízen též kvůli unikátní fauně a floře jak na samotném ostrově, tak v okolních vodách. Pro svoji geografickou odlehlost od amerického kontinentu se na ostrově vyvinulo mnoho endemitů. Nemá žádné stálé obyvatele kromě strážců národního parku, proto je označován za největší neobydlený tropický ostrov na světě. Je přístupný pouze po moři, přičemž cesta obvykle trvá 36 až 48 hodin.

## Geografie a klima

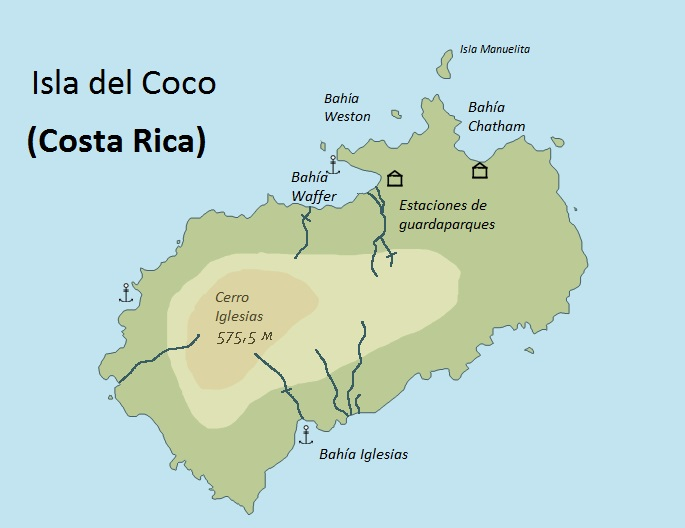
Mapa ostrova

Kokosový ostrov je oceánský ostrov vulkanického i tektonického původu. Je jediným nadmořským ostrovem na Kokosové desce. Datování pomocí draslíko-argonové metody stanovilo stáří nejstarších hornin na 1,91 až 2,44 milionu let a ostrov je tvořen převážně čedičem, který vznikl ochlazením lávy. Kokosový ostrov je vyčnívající vrchol pliocenního a pleistocenního štítového vulkánu, který se nachází ve střední části aseismického Kokosového hřbetu. Obsahuje kalderu, uvnitř které se nachází lávový dóm trachytového složení. Nejmladší erupce na ostrově pocházely z trhlin orientovaných severovýchodním směrem, které byly zdrojem lávových proudů.
Ostrov má přibližně obdélníkový tvar o rozměrech cca 8 × 3 km s obvodem přibližně 23,3 km. Krajina je hornatá a nepravidelná; nejvyšší bod ostrova je hora Iglesias s vrcholem ve výšce 575,5 m n. m. Navzdory hornatému charakteru se v centrální části ostrova nacházejí plošší oblasti v nadmořské výšce mezi 200–260 metry, které představují přechodnou fázi geomorfologického cyklu údolí ve tvaru písmene V.  Velkou část ostrova obklopují strmé útesy dosahující výšky až 90 metrů, což znemožňuje snadný přístup, s výjimkou několika pláží; nejjednodušší vstupní bod se nachází v zátoce Chatham. Na ostrově se nachází asi 40 jeskyní.

### Vodní toky
Kokosový ostrov má mnoho krátkých řek a potoků, které odvádějí vydatné srážky, které dosahují hodnot až 7000 mm za rok, do čtyř zátok, z nichž tři se nacházejí na severní straně ostrova (Wafer, Chatham a Weston) a jedna na jižní (Iglesias) . Popsáno a pojmenováno je 25 z nich. Nejdelší jsou a největší povodí (cca 5 km2) mají Genio, která pramení na východním svahu hory Iglesias, teče na sever a ústí do zátoky Wafer; a Pittier, která teče z vrcholu hory Iglesias na jih a vlévá se do stejnojmenné zátoky. Hornatá krajina a tropické podnebí společně vytvářejí přes 200 vodopádů po celém ostrově, jeden z nejvyšších z nich, ležící na řece Genio je vysoký 20 metrů. Přes řeku Genio nedaleko jejího ústí vede most nazývaný Copey, který vytvořil umělec Francisco "Pancho" Quesada společně s dobrovolníky. K výrobě byly použity staré bóje a další mořský odpad.

### Podnebí
Ostrov leží v tropickém pásu, které se vyznačuje celoročně teplým a vlhkým počasím. Klima je charakteristické střídáním relativně suššího období od ledna do března a deštivého období od dubna do prosince. Přeháňky a bouřky se však mohou vyskytnout kdykoliv během roku. Vzhledem k vysokým srážkovým úhrnům, které přesahují 5 000 mm ročně, je území pokryto hustým deštným lesem. Krajinu tvoří zvlněný terén s vrcholy dosahujícími nadmořské výšky až 500 metrů, z něhož stékají četné potoky a vodopády. Srážky mají převážně podobu odpoledních lijáků a bouřek. Teploty jsou po celý rok vysoké, avšak bez extrémních výkyvů. Pohybují se mezi 24 a 28°C. Nejteplejším obdobím bývají měsíce únor až duben, avšak horko je mírněno mořskými větry. Navzdory výrazně deštivému charakteru zde neexistuje vyloženě suchý měsíc; srážky jsou pouze méně časté a méně intenzivní v období od ledna do března, s minimem v únoru. V hlavní deštivé sezóně, zejména od května do října, se srážky vyskytují téměř denně.

## Fauna a flóra

### Flóra
Na ostrově roste 235 známých druhů kvetoucích rostlin, z nichž 70 je endemických. Bylo popsáno 74 druhů kapradin a jejich příbuzných, 128 druhů mechů a játrovek a 90 druhů hub.
Ostrov má tři hlavní rostlinné komunity. Pobřežní lesy sahají od pobřeží až do výšky 50 m n. m. Převládajícími stromy jsou zarděnice, kokosová palma a láhevník lysý s podrostem kapradin, keřů, ostřic, trav a bylin. Vnitrozemské lesy se rozprostírají od 50 do 500 m n. m. Zde rostou Sacoglottis holdridgei, Ocotea insularis a endemická Cecropia pittieri. Stromy, které v pralese dosahují výšky až 30 m, jsou na všech úrovních porostlé epifytickými rostlinami, včetně orchidejí, kapradin, bromélií a mechů. Podrost zahrnuje ostřice a různé druhy kapradin a stromových kapradin, včetně Cyathea armata a Danaea media. Endemická palma Rooseveltia frankliniana je zde také běžná. Mlžný les se nachází v nejvyšších nadmořských výškách nad 500 m, kde se vyskytuje kupříkladu Melastoma.
Zhruba 100 druhů rostlin bylo na ostrov zavlečeno lidmi, mezi nimi například kávovník arabský, réva vinná, chlebovník obecný, vrcholák pravý, banánovník zašpičatělý či ananasovník chocholatý. Nejasný je původ kokosových palem, které daly ostrovu název. Již kapitán Wafer, který ostrov navštívil v roce 1685, uváděl rozsáhlé kokosové háje sahající hluboko do vnitrozemí. Norský badatel Thor Heyerdahl zastával názor, že tyto porosty pravděpodobně nevznikly přirozeně, ale že byly výsledkem lidské činnosti před příchodem Evropanů. Podle jeho teorie bylo v minulosti v údolích a na náhorních plošinách ostrova uměle vyklučeno větší množství ploch, které sloužily jako kokosové plantáže. Ty měly poskytovat vodu a potravu pro předkolumbovské plavby na balsových vorech mezi dnešní Guatemalou a severozápadní Jižní Amerikou. Po španělském dobytí a následném přerušení těchto námořních tras tropická džungle tyto pozemky znovu pohltila. Dosud však neexistují konkrétní archeologické důkazy o trvalém lidském osídlení ostrova před příchodem Evropanů.

### Suchozemská a sladkovodní fauna

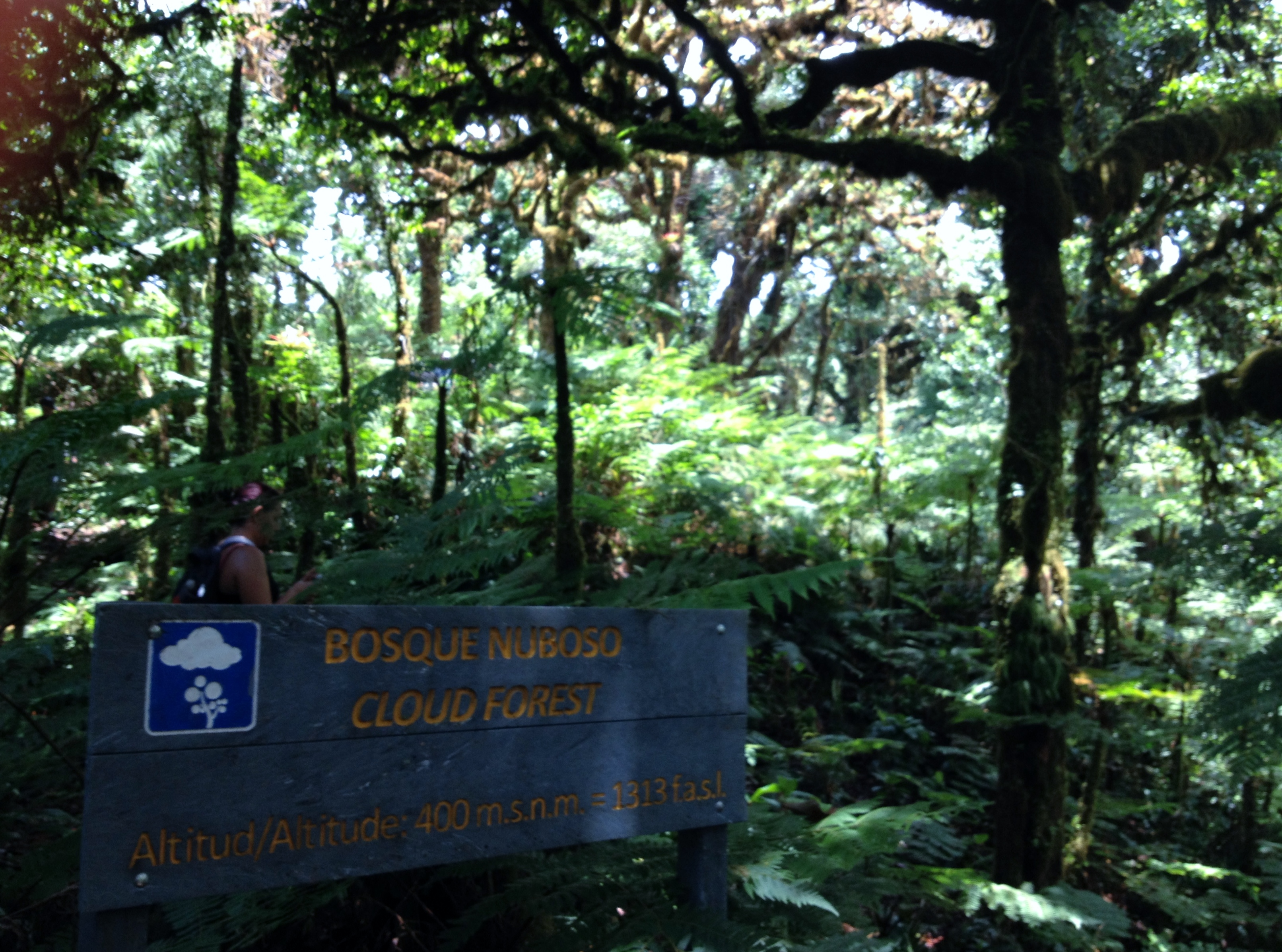
Prales na ostrově

Na ostrově se vyskytuje přes 400 známých druhů hmyzu, mezi které patří například tichomořská vosa z čeledi kutilkovití Sceliphron asiaticum nebo na 75 druhů motýlů a můr. Z celkového počtu je 65 druhů hmyzu endemických, mezi ty patří například strašilka Pterinoxylus cocoense. Dále bylo popsáno 50 druhů pavoukovců, náležejících do šesti řádů a 26 čeledí; deset druhů je endemických. Mezi ně patří například drobný pavouk Wendilgarda galapagensis, který se vyznačuje tím, že staví tři typy pavučin podle prostředí –⁠⁠⁠⁠⁠⁠ vzdušné pavučiny kotví ke stonkům a listům vysoko nad zemí, pozemní buduje nízko u země mezi větvemi a svisle k zemi, a vodní natahuje nad hladinou, přičemž svislá vlákna upevňuje k vodnímu povrchu. Rovněž endemický je štír Opisthacanthus valerioi. K dalším členovcům ostrova patří stonožky, mnohonožky, stejnonožci a rovněž korýši, kteří jsou zastoupeni třemi druhy: dvěma druhy sladkovodních krevetek (Macrobrachium hancocki a endemickou Macrobrachium cocoense) a endemickým suchozemským krabem Johngarthia cocoensis.
Na ostrově se vyskytují dva endemické druhy ještěrů: Anolis townsendi a Sphaerodactylus pacificus. Nebyli pozorováni žádní obojživelníci. Ve sladkých vodách ostrova se vyskytuje 7 druhů ryb (mezi nimi například chňapal červený či cípal sladkovodní), včetně 3 endemitů (Gobiesox fulvus, Eleotris tubularis a Sicydium cocoensis). Bylo popsáno téměř 90 druhů ptáků. Ostrov a sousední skály jsou domovem velkých hnízdících kolonií stěhovavých mořských ptáků, mezi které patří terej žlutonohý, terej červenonohý, fregatka obecná, nody bělostný a nody obecný. Ostrov obývá sedm druhů suchozemských ptáků, včetně tří endemitů: kukačka kokosová, tyrančík ostrovní a pěnkavka kokosová. Další druhy ptáků se zde vyskytují příležitostně, v průběhu migrace; mezi ně patří například lyska americká či břehouš aljašský. Přestože ostrov nemá žádné původní suchozemské savce, v současnosti se zde vyskytuje šest druhů zavlečených lidmi: jelenec běloocasý, prase divoké, zdivočelá kočka domácí, zdivočelá koza domácí, krysa obecná a potkan.

### Mořská fauna
Bohatý korálový útes, vulkanické tunely, jeskyně, masivy a hluboké vody obklopující ostrov jsou domovem více než 30 druhů korálů, 60 druhů korýšů, 600 druhů měkkýšů a více než 300 druhů ryb. Patří sem velké populace tuňáka žlutoploutvého, manty velké, plachetníka širokoploutvého, žraloka lagunového a kladivouna bronzového. Vyskytuje se zde také žralok velrybí.
Mezi další velká mořská zvířata, která se v okolí ostrova vyskytují, patří keporkak, kosatka, delfín skákavý a lachtani. Vyskytují se zde i mořští plazi, konkrétně želvy: kareta pravá, kareta obrovská a kareta zelenavá.

## Historie

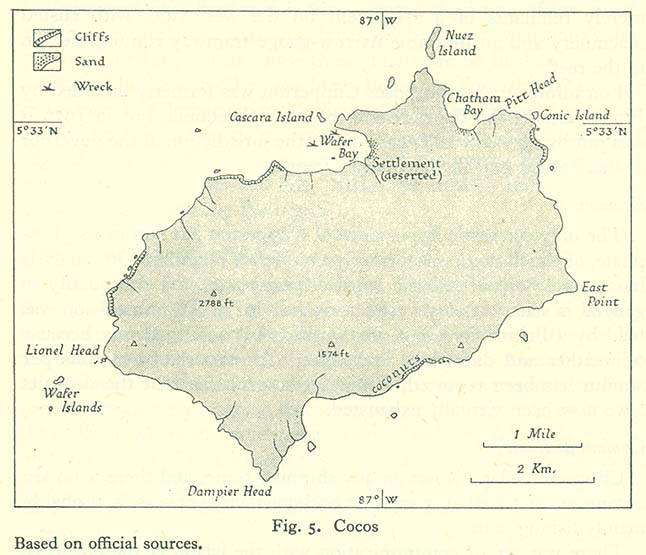
Historická mapa ostrova

### Prehistorie
Předpokládá se, že ostrov byl před objevením Evropany neobydlený. Archeologický výzkum v oblasti oceánských ostrovů východního Tichého oceánu, včetně Kokosového ostrova, je však velmi omezený. Důvodem je křehkost tamního prostředí, které bylo po dlouhou dobu nedotčeno lidskou činností, a také velká vzdálenost od ostrovů s polynéským osídlením. Podobně původní obyvatelé Ameriky z pacifického pobřeží nebyli známi tím, že by obývali odlehlé ostrovy ve východním Pacifiku. V roce 2008 provedli archeologové z Australské národní univerzity průzkum neobydlených ostrovů v této oblasti, a to na Kokosovém ostrově, v souostroví Desventuradas, na Galapágách a na ostrovech Juana Fernándeze. U Galapág byly nalezeny důkazy možného kontaktu s polynéskou lodí, ale co se týče Kokosového ostrova, závěry zůstávají nejasné.

### Objevení a kolonizace
K objevu ostrova mělo dojít údajně roku 1526 španělským navigátorem Juanem de Cabezasem (také známým jako Juan de Grado). Následně se stal útočištěm a zásobovacím místem anglických korzárů, kteří útočili na španělské lodě plující zejména mezi peruánskou Limou a Mexikem. Za stejným účelem jej využívali i velrybáři, kteří se zde pravidelně zastavovali až do poloviny 19. století, kdy levný petrolej začal nahrazovat velrybí olej pro osvětlení.
Až do roku 1832 se jednalo o zemi nikoho, poprvé byl formálně připojen ke Kostarice dekretem č. 54 Ústavního shromáždění po vyhlášení nezávislosti země. V letech 1879-1881 byla na ostrově trestanecká kolonie. V roce 1897 kostarická vláda jmenovala německého dobrodruha a lovce pokladů Augusta Gisslera prvním guvernérem ostrova a umožnila mu tam založit zemědělskou kolonii. Ta existovala do roku 1908.
V červenci 1934 ostrov navštívil americký prezident Franklin Roosevelt. Za druhé světové války ztroskotal na severním svahu hory Iglesias letoun Consolidated B-24 Liberator. V průběhu 20. století se na ostrov zaměřovala pozornost předních světových mořeplavců, mezi které patřili například Jacques-Yves Cousteau či Thor Heyerdahl.

### Národní park
12. května 1970 bylo území ostrova administrativně začleněno do provincie Puntarenas prostřednictvím výkonného dekretu č. 27, čímž se stalo jedenáctým okresem. V roce 1978 byl na území ostrova vyhlášen národní park a byly zde vybudovány dvě základy parkových strážců, a to v zátoce Wafer a v zátoce Chatham. Park má rozlohu 199 790 hektarů, z toho ostrov zaujímá pouze 2 385 ha.
V roce 1997 byl park zapsán na seznam světového dědictví UNESCO. V roce 2002 bylo území národního parku rozšířeno o rozšířenou mořskou zónu o rozloze 199 700 ha. Dále je ostrov zařazen na seznam mokřadů mezinárodního významu. V roce 2009 byl ostrov zařazen do užšího výběru kandidátů na Nových 7 divů přírody v rámci ankety Nových sedm divů světa, kde se umístil na druhém místě v kategorii ostrovů.
V roce 2024 byl na ostrově nainstalován radar s kontrolním centrem, který má za cíl posílit dozor nad mořskou chráněnou oblastí a bojovat proti nelegálnímu rybolovu.

### Ukrytý poklad
Kokosový ostrov se často objevuje v mnoha příbězích o pirátech a zakopaném pokladu. První tvrzení o pokladu ukrytém na ostrově pocházela od ženy jménem Mary Welsh, která tvrdila, že na ostrově bylo zakopáno 350 tun zlata (cca 16 miliard amerických dolarů v roce 2014) ukradených ze španělských galeon. Byla členkou pirátské posádky vedené kapitánem Bennettem Grahamem a za své zločiny byla převezena do australské trestanecké kolonie. Po svém propuštění se vrátila na ostrov s expedicí, ale nepodařilo se jí poklad najít. Dalším pirátem, který měl na ostrově ukrýt poklad, byl Portugalec Benito Bonito. Ačkoli byl Bonito pronásledován a popraven, jeho poklad nebyl nikdy získán.
Asi nejznámější z legend o pokladu vázaných na ostrov je Limský poklad. V roce 1820, kdy se armáda José de San Martína blíží k Limě, měl místokrál José de la Serna svěřit městský poklad britskému obchodníkovi kapitánovi Williamovi Thompsonovi do úschovy, dokud Španělé zemi nezabezpečí. Místo toho, aby čekali v přístavu podle pokynů, Thompson a jeho posádka zabili španělské vojáky a odpluli k Isla del coco, kde údajně poklad zakopali. Krátce nato byli zadrženi španělskou válečnou lodí a celá posádka byla popravena pro pirátství, s výjimkou Thompsona a jeho prvního důstojníka, kteří nabídli Španělům, že je dovedou k pokladu výměnou za své životy. Po přistání na ostrově však utekli do pralesa a nikdy nebyli znovu dopadeni. Stovky pokusů o nalezení pokladu na ostrově selhaly. Například guvernér ostrova August Gissler, který zde žil po většinu období mezi léty 1889 a 1908, na hledání pokladu intenzivně pracoval (dokonce při tom vykopal několik podzemních tunelů), dosáhl však pramalého úspěchu v podobě několika zlatých mincí. Do hledání pokladu se zapojily i některé celebrity, například automobilový závodník Malcolm Campbell v roce 1937, a v pozdějších letech i herec Errol Flynn nebo gangster Bugsy Siegel. Od vyhlášení národního parku v roce 1978 není hledání pokladů možné.

## Ve fikci
Příběhy pirátů a zakopaného pokladu, které se k tomuto ostrovu vážou, jsou považovány za inspiraci pro román Ostrov pokladů od Roberta Louise Stevensona vydaný roku 1883.
V roce 1990 vydal Michael Crichton román Jurský park, který se odehrává na fiktivním ostrově Isla Nublar, jehož předobrazem byl právě Isla del Coco. Stejnojmenný film Stevena Spielberga z roku 1993 však nebyl natáčen zde, nýbrž na ostrovech Kauai, Oahu a Maui v Havajském souostroví.

## Galerie

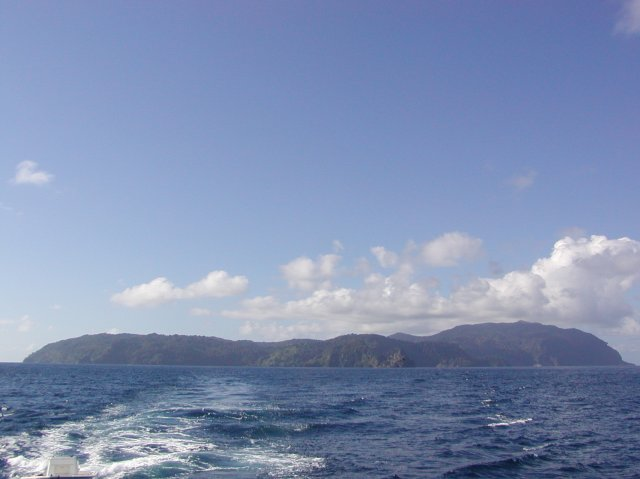
Celkový pohled na ostrov
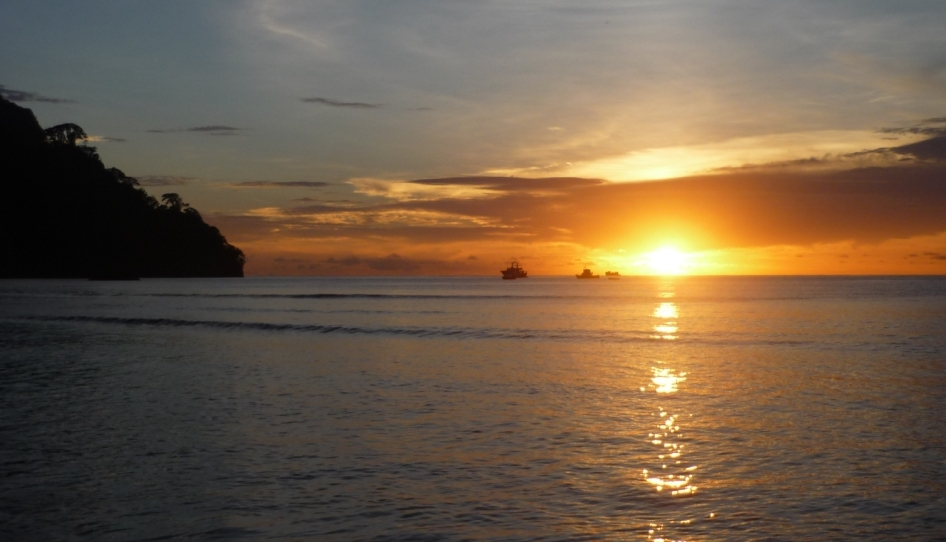
Západ slunce nad zátokou Wafer.
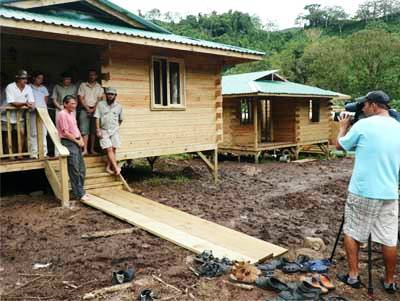
Ubytování strážců národního parku
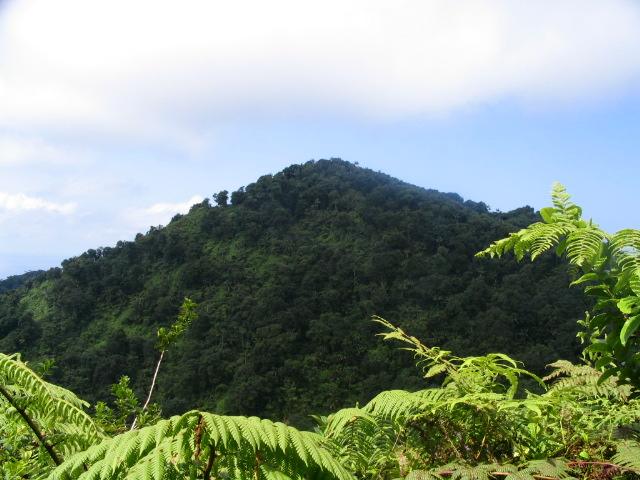
Nejvyšší bod ostrova - hora Mount Iglesias
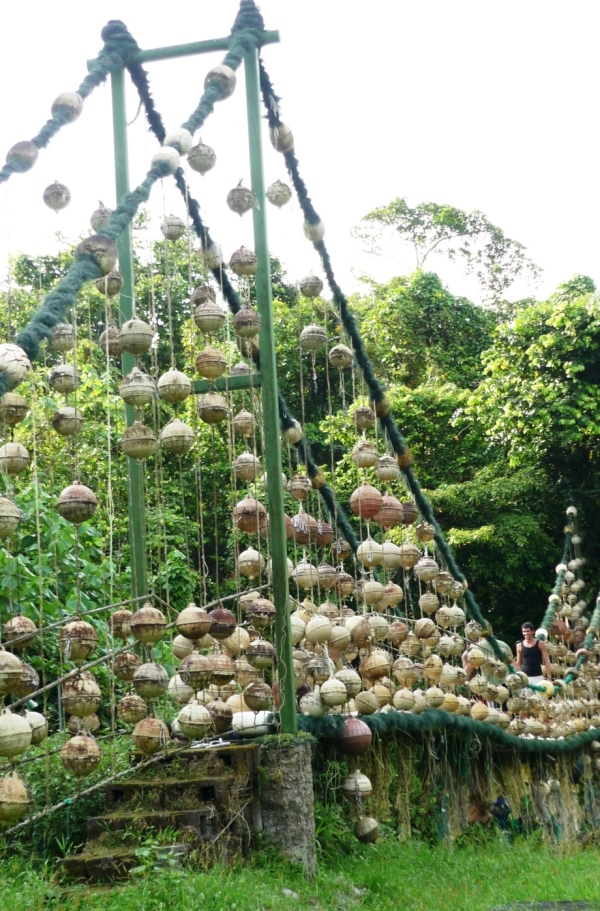
Most přes Rio Genio
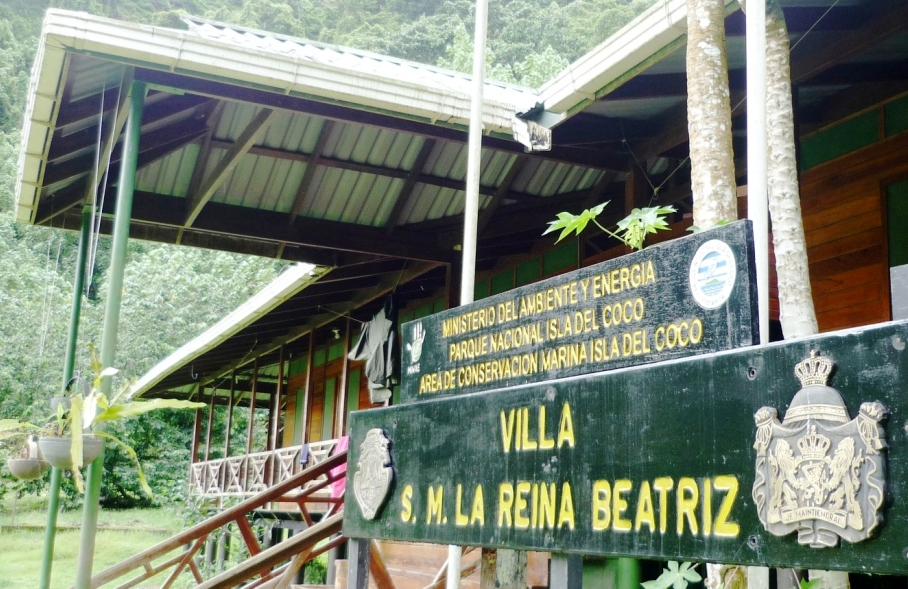
Návštěvnické centrum
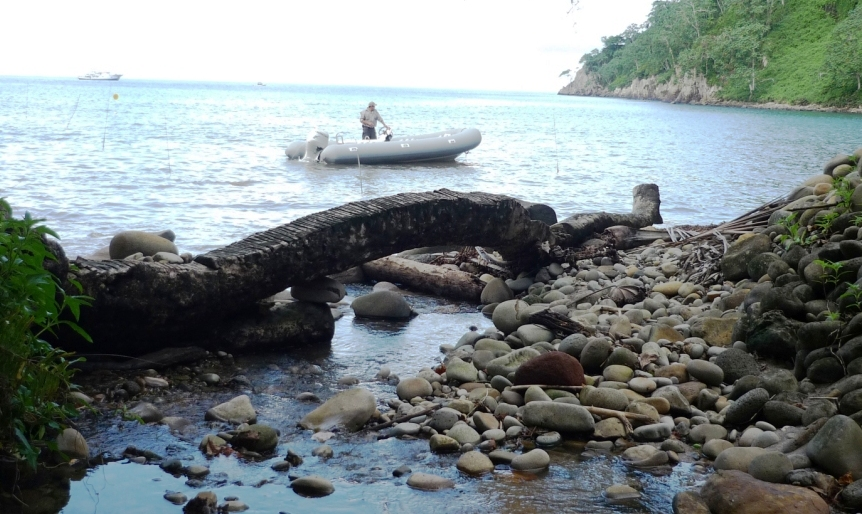
Člun kotvící v zátoce Chatham
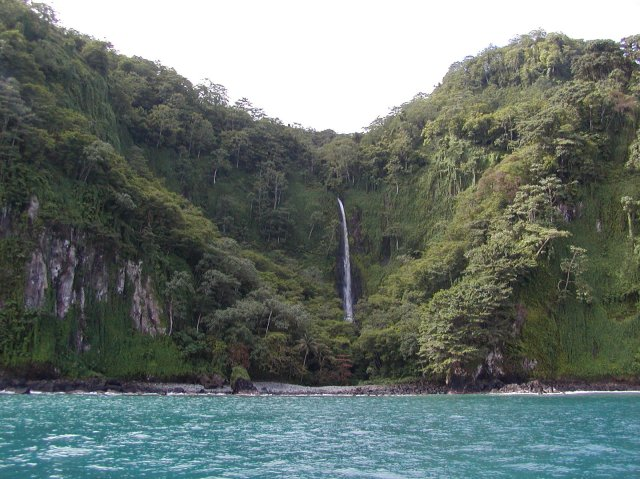
Vodopád v zátoce Wafer
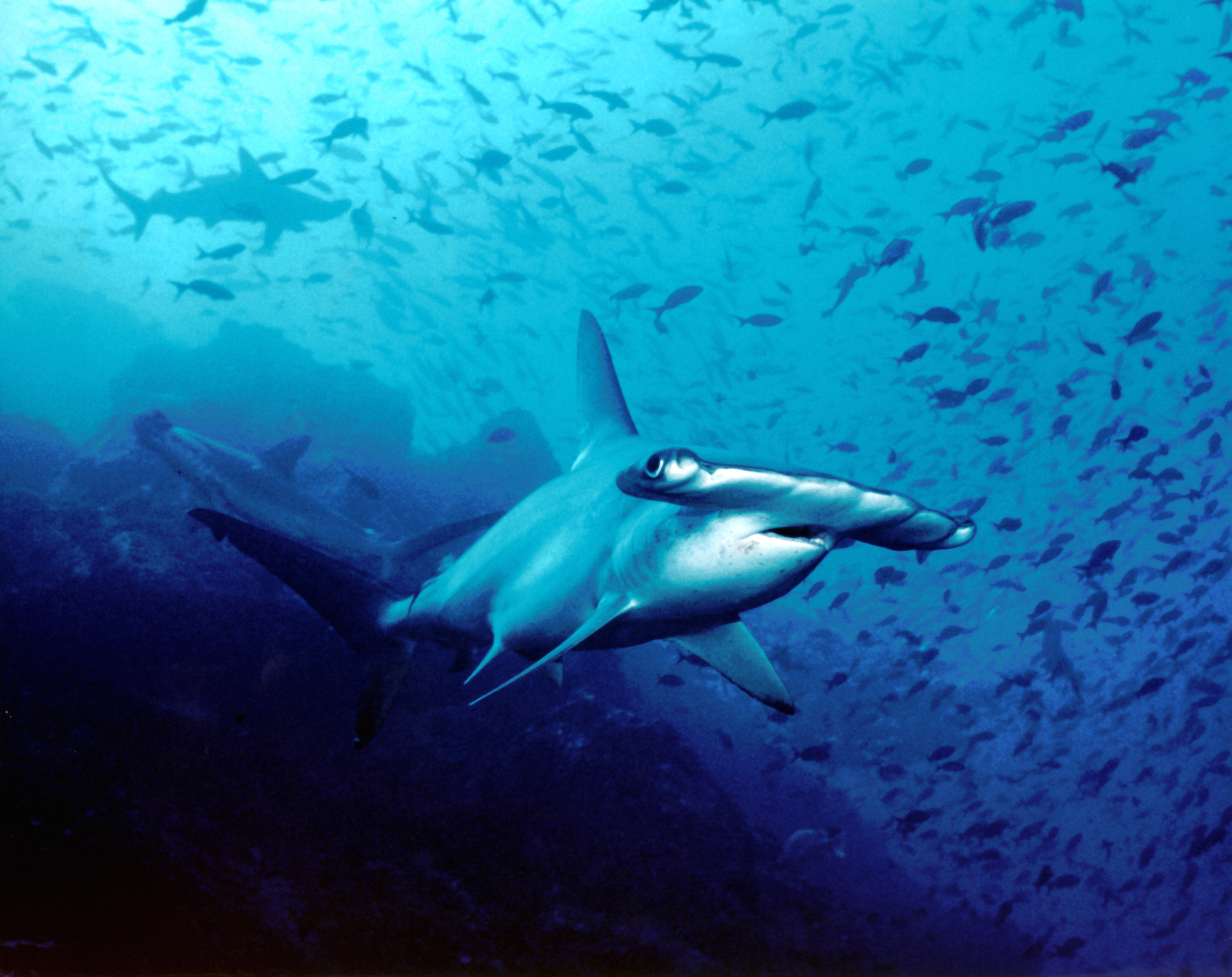
Žralok kladivoun poblíž ostrova
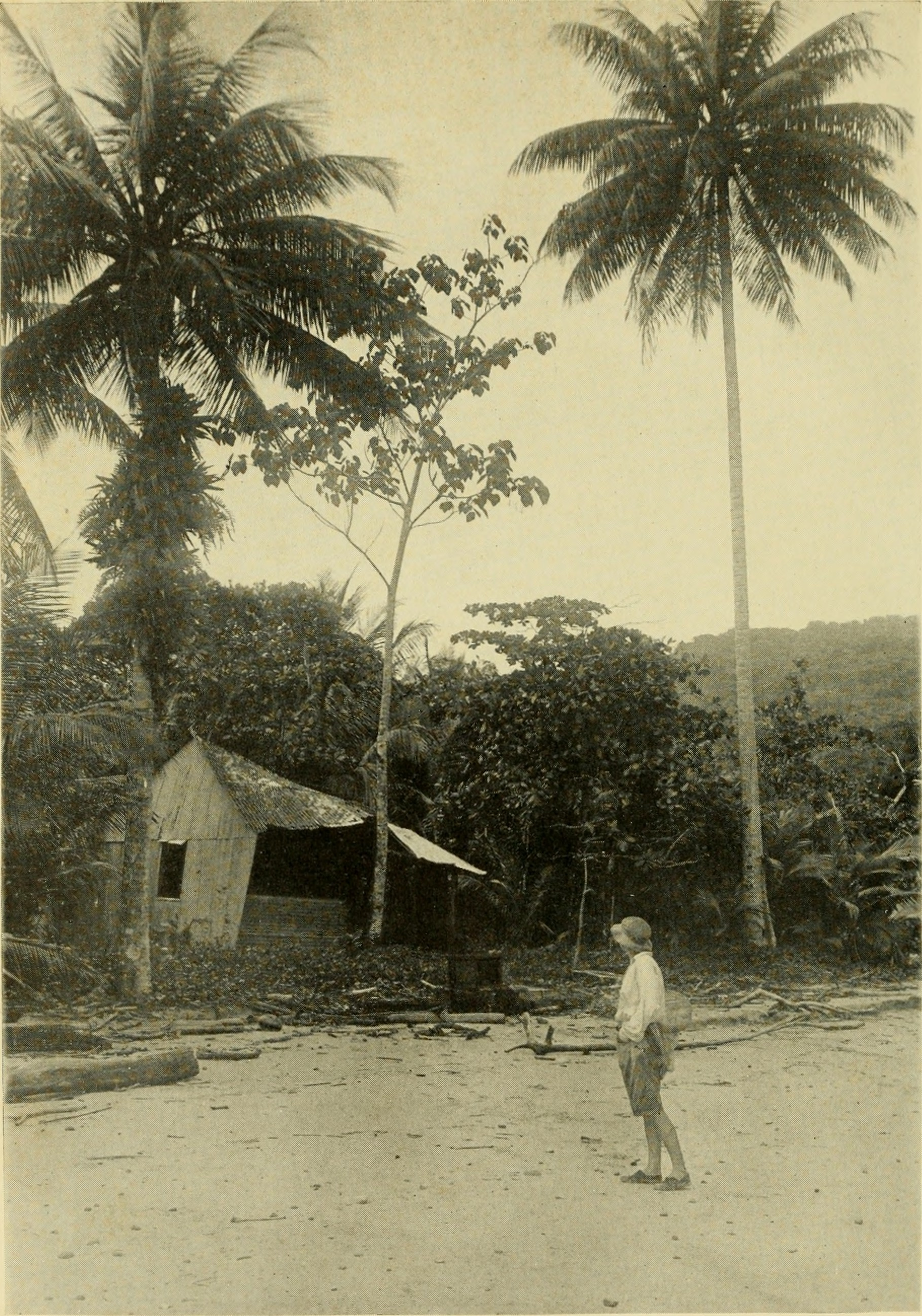
Fotografie z dob první oceánografické expedice na ostrov, 1926
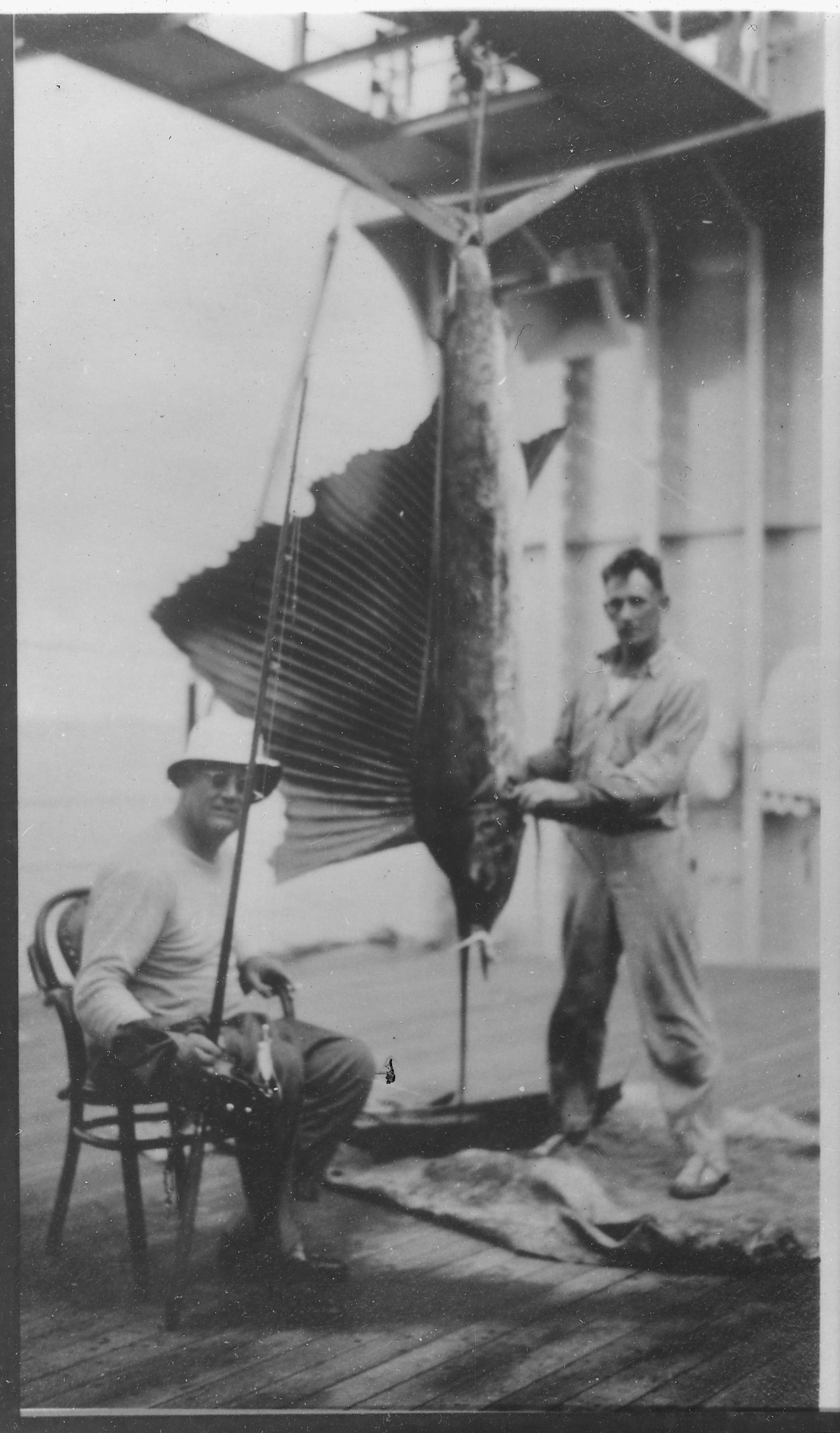
Franklin Roosevelt (vlevo) s uloveným plachetníkem na palubě lodi U.S.S Houston poblíž ostrova